# Blender (Adelegg)

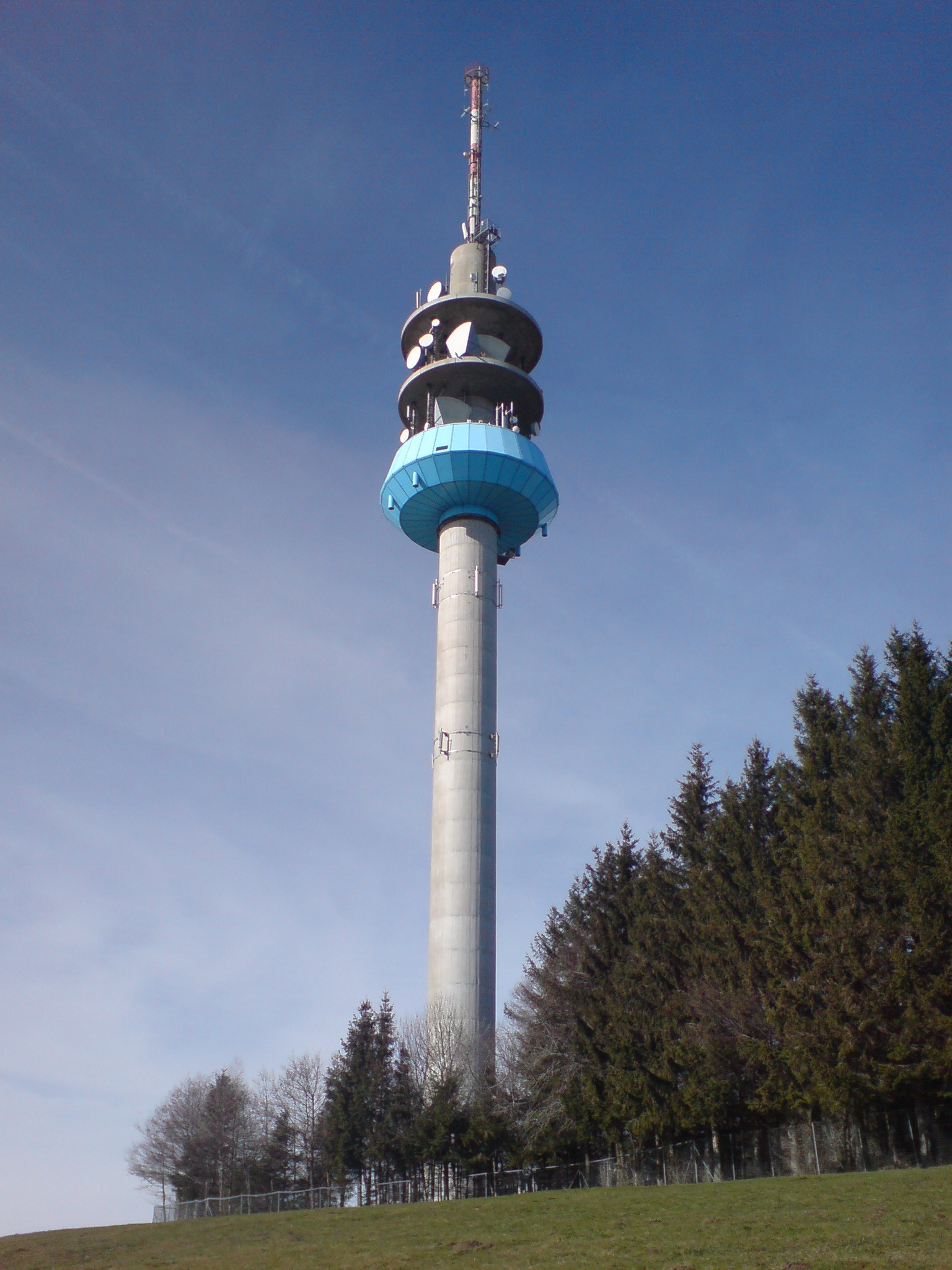
Fernmeldeturm Blender von Nordosten betrachtet

Der Blender ist ein 1072,3 m ü. NHN hoher Nebengipfel des Dürren Bühls im Kürnacher Wald an der Grenze der Gemeinden Buchenberg und Wiggensbach im schwäbischen Landkreis Oberallgäu in Bayern.

## Geographie

### Lage
Der Blender erhebt sich im Kürnacher Wald, einem Landschaftsteil der Adelegg, im Gebiet der Gemeinden Buchenberg und Wiggensbach. Er liegt 3,8 km nordnordwestlich des Kernorts der zuerst genannten und 1,8 km südsüdwestlich von jenem der zuletzt erwähnten Gemeinde. Auf seiner Nordflanke befinden sich die Weiler Holdenried und Hino, nordöstlich liegen Wendelins und Unterried und östlich Notzen mit dem jenseits davon gelegenen Ermengerst, die alle zu Wiggensbach gehören, auf dem Südhang befindet sich mit einigen östlich des Gipfels stehenden Häusern Eschachberg, an seinem Südfuß liegt Masers und am Südwestfuß Wegscheidel, die alle zu Buchenberg gehören. Etwa 2,5 km südöstlich (jeweils Luftlinie) liegt der Herrenwieser Weiher. Nordnordwestlich der Bergkuppe entspringt die Rohrach, südwestlich die Kürnach, und südöstlich vorbei fließt der Kollerbach.
Der Blender ist zwar nicht die höchste Erhebung in der näheren Umgebung, diese ist der etwa 900 m westnordwestlich gelegene Dürre Bichl (auch Dürrer Bühl genannt; ca. 1077 m), aber die markanteste. Die höchste Erhebung des Kürnacher Waldes ist der Ursersberg (ca. 1129 m), der rund 3,5 km (Luftlinie) südwestlich des Blenders liegt.

### Naturräumliche Zuordnung
Der Blender gehört innerhalb des Alpenvorlandes in der naturräumlichen Haupteinheitengruppe Nagelfluhhöhen und Senken zwischen Bodensee und Isar (Nr. 02) und in der Haupteinheit Adelegg (023) zur Untereinheit Hohe (Südliche) Adelegg (023.0) und im Rahmen seiner Nord- und Nordostflanken zur Nordöstlichen Adelegg (023.1). Seine Landschaft fällt nach Norden, Osten und Süden in den zu den Iller-Vorbergen gehörenden Naturraum Moränenhügelland von Buchenberg-Wiggensbach (035.02) ab, der in der Haupteinheitengruppe Subalpines Jungmoränenland (03) und in der Haupteinheit Iller-Jungmoränenland (035) zur Untereinheit Westliches Iller-Jungmoränenland (035.0) zählt.

## Fernmeldeturm Blender
Auf dem Rauhenstein, dem südwestlichen Ausläufer des Blenders, steht auf 1057 m Höhe im Gemeindegebiet von Wiggensbach der 115 m hohe Fernmeldeturm Blender. Er wurde von der Deutschen Bundespost in den Jahren 1982/83 als Ersatz für einen niedrigeren Stahlgittermast als Typenturm (FMT 15) errichtet und im Oktober 1984 in Betrieb genommen. Neben Richt- und Mobilfunk dient der Turm der Ausstrahlung des Kemptener Regionalradiosenders RSA-Radio auf der UKW-Frequenz 97,6 MHz.

## Verkehr, Wandern und Sport
Vorbei am Blender führt im Nordosten zwischen Wiggensbach und Ermengerst sowie im Osten von Ermengerst in Richtung Ahegg die Kreisstraße OA 15. Von dieser zweigt beim  Einödhof Herrenwies die südlich des Gipfels zum Weiler Wegscheidel verlaufende Staatsstraße 2376 ab.
Über den Blender führen mehrere Wanderwege, welche sowohl zu Fuß als auch mit dem Fahrrad zu bewältigen sind; eine Besteigung ist auch für Kinder möglich. Sie dauert vom Zentrum Wiggensbachs aus ungefähr eineinhalb Stunden bis zum Gipfel. Auf Wiggensbacher Seite wurde zudem am Fuß des Blenders ein Trimm-dich-Pfad eingerichtet. Am Blender verläuft außerdem der schwierigste Anstieg und Gipfelpunkt des Voralpenmarathons.

## Aussichtsmöglichkeit
Bei guter Fernsicht fällt der Blick vom Blender aus zu den Alpen unter anderem mit dem 20,5 km südsüdöstlich liegenden Grünten in den Allgäuer Alpen sowie zur etwa 67 km südostwärts gelegenen Zugspitze im Wettersteingebirge. Auf der anderen Seite bietet der Berg mit dem Turm einen markanten Orientierungspunkt für das Umland. Er ist mit seinem Fernmeldeturm aus allen Richtungen bereits von Weitem sichtbar.

## Galerie

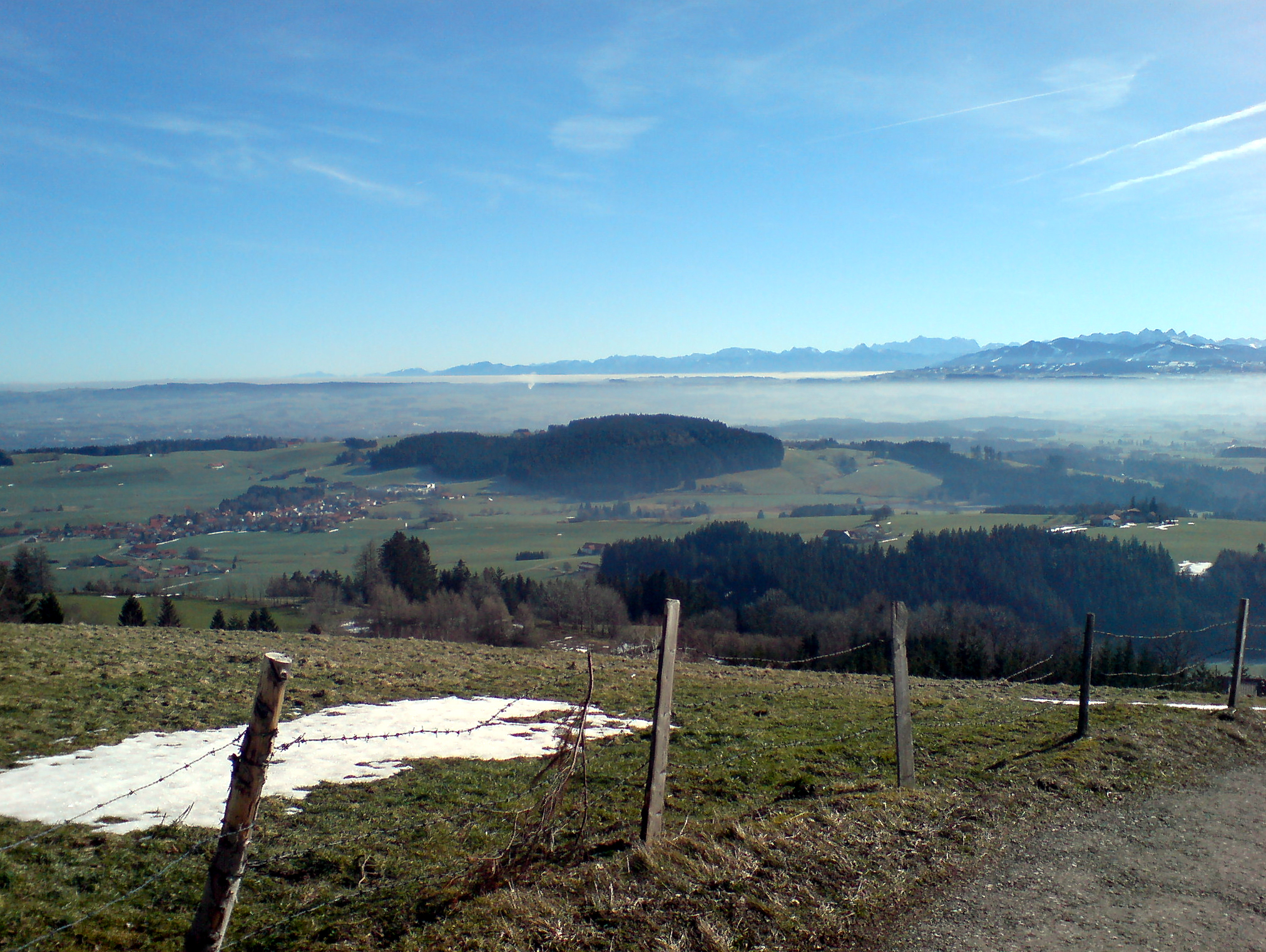
Blick vom Blender südostwärts zu den Alpen (mit Zugspitze); Kempten im Allgäu ist vom Frühnebel verdeckt
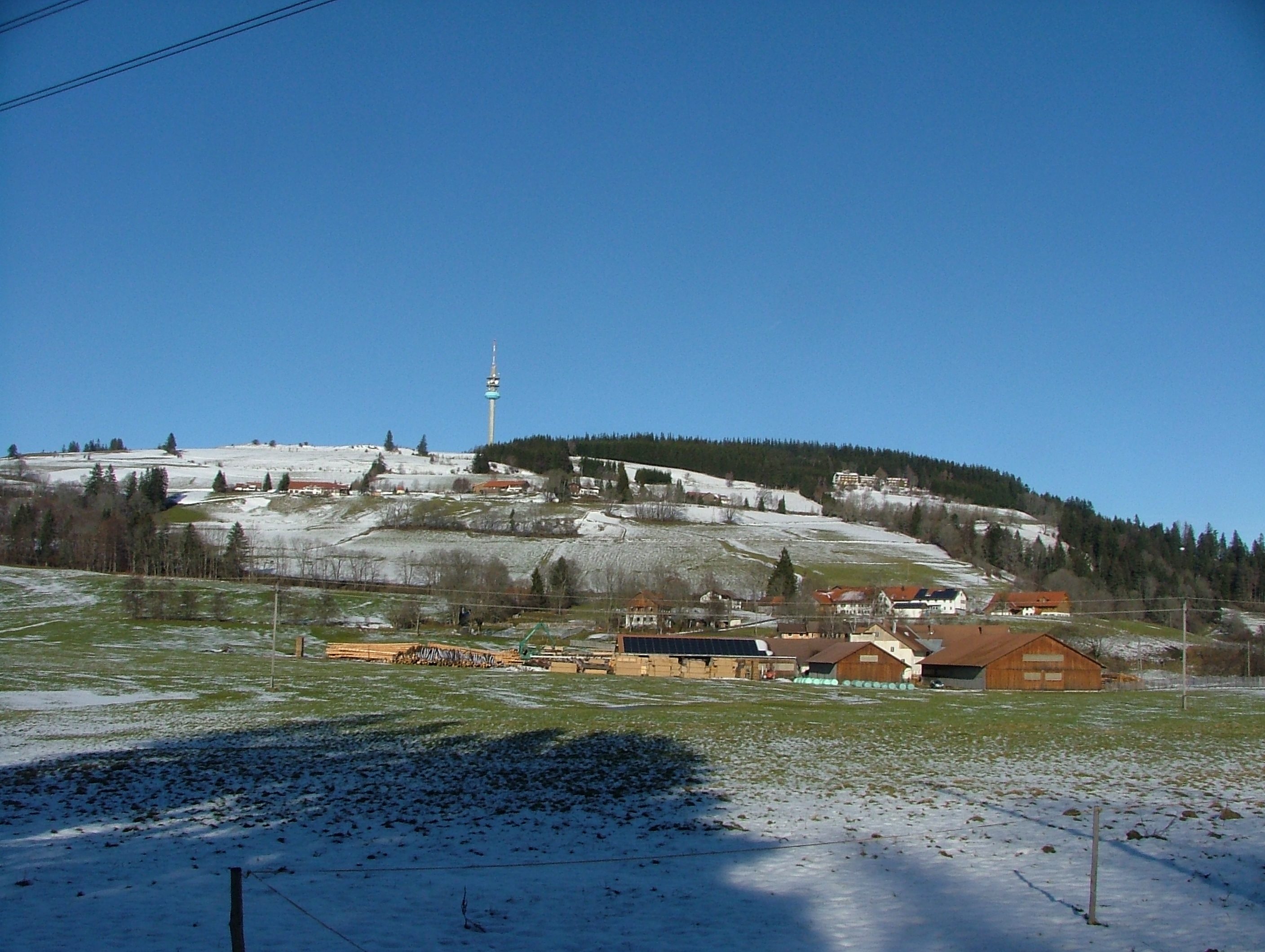
Weiler Masers (vorne) und Eschachberg (oberhalb davon) mit Blender und Fernmeldeturm Blender
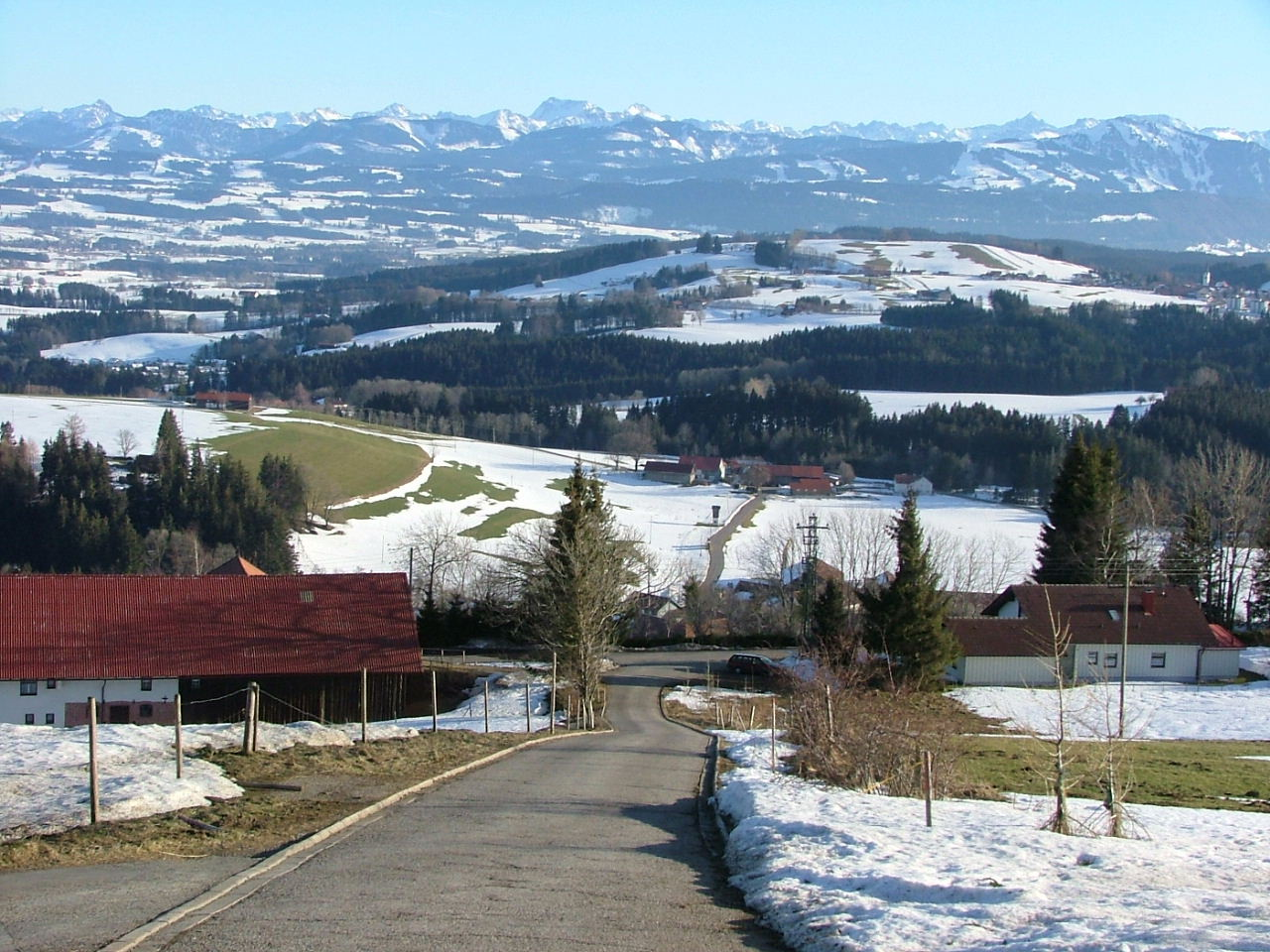
Blick vom Blender südostwärts zu den Allgäuer Alpen mit Eschachberg und Masers im Vordergrund
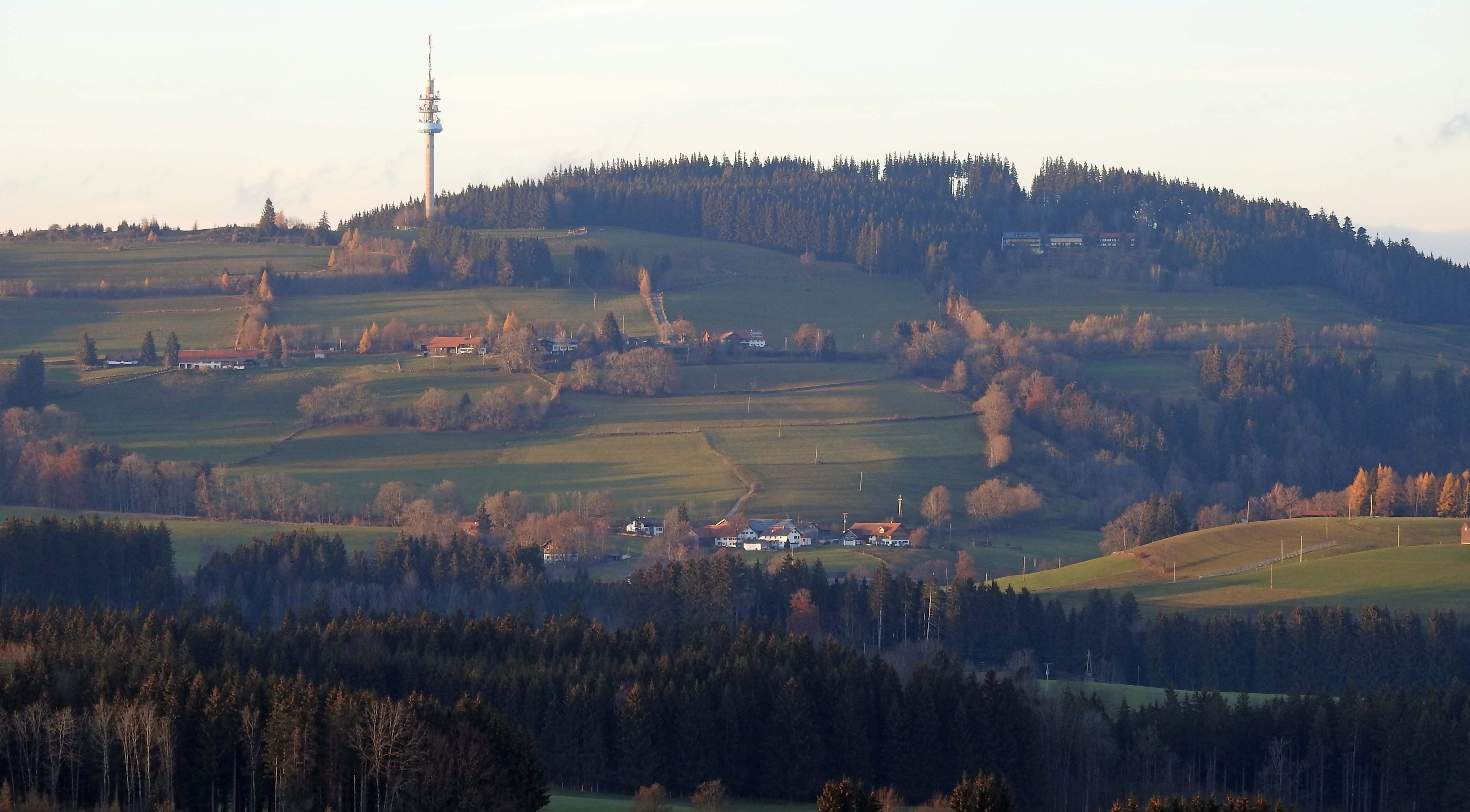
Blender von Süden vom Buchenberg aus

## Sozialpsychiatrische Einrichtung
Auf dem Südosthang des Blenders steht im Buchenberger Weiler Eschachberg das Haus am Blender, eine „sozialpsychiatrische Einrichtung für chronisch kranke Erwachsene“. Darüber hat die Filmemacherin Susann Reck, die einen Großteil ihrer Kindheit in der Region des Blenders verbracht hat, den Dokumentarfilm mit dem Titel Blender (2015) herausgebracht.